# Stephen Maturin
Stephen Maturin est un personnage de fiction issu de la série de romans Aubrey-Maturin de Patrick O'Brian. Cette série raconte sa carrière de médecin, naturaliste et espion dans la Royal Navy pendant les guerres napoléoniennes, et la longue poursuite de la femme de sa vie, Diana Villiers. Le personnage de Maturin est joué par Paul Bettany dans le film sorti en 2003 Master and Commander : De l'autre côté du monde (Master and Commander: The Far Side of the World).